# Histoire de la thermodynamique classique

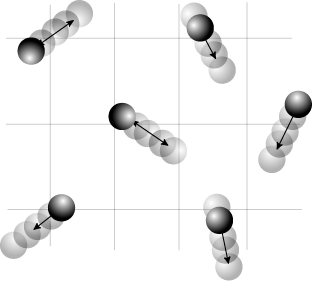
Le mouvement des particules, fondement de la thermodynamique classique puis statistique.

L'histoire de la thermodynamique classique tente de retracer l'origine et l'évolution des idées, des méthodes, des hommes et des connaissances de la thermodynamique, discipline étudiant le comportement thermique des corps et les changements d’état de la matière.
Dans un premier temps, la thermodynamique ne s'intéresse qu'aux phénomènes thermiques (chaleur, température) liés à des propriétés macroscopiques des systèmes étudiés, ainsi qu'à l'explication des machines à vapeur. Il s'agit de la « thermodynamique classique » dont plusieurs « principes » sont ainsi établis. Les propriétés physiques microscopiques de la matière étant par la suite mieux connues, la discipline étend son étude à des considérations statistiques permettant une meilleure explication des principes ; d'où le nom de « thermodynamique statistique ». L'article ci-présent ne s'intéresse qu'à la première acception de la thermodynamique.

## Antiquité

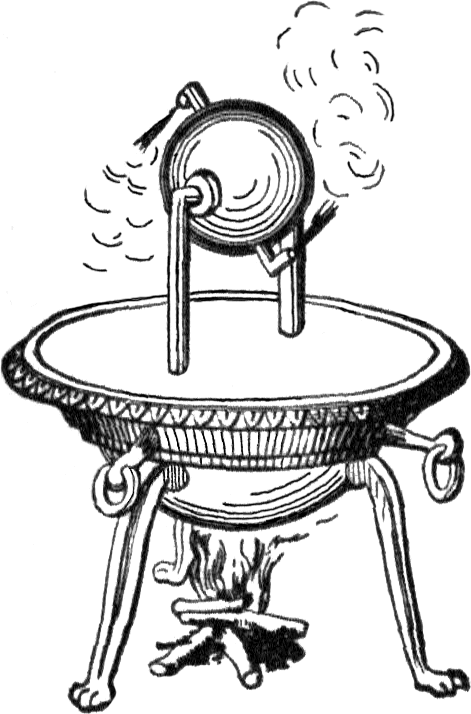
L'éolipyle d'Héron d'Alexandrie.
Illustration de 1876.

### Amalgame sur le termechaleur
Durant l'Antiquité, les physiciens ne font pas la distinction entre chaleur et température. Au terme « chaleur », ils associent à la fois la sensation sur le corps et le phénomène physique. Au Ve siècle av. J.-C., certains philosophes de la Grèce antique, et notamment Empédocle d'Agrigente, plaident pour une décomposition du monde en quatre éléments fondamentaux : l'eau, la terre, l'air et le feu. Selon Aristote, le chaud, le froid, le sec et l'humide forment les « quatre qualités fondamentales sous l'influence desquelles la matière première du monde forma les quatre éléments ».

### L'Éolipyle
Héron d'Alexandrie, ingénieur, mécanicien et mathématicien grec, conçoit l'éolipyle (« porte d'Éole »), machine pneumatique constituée d’une sphère fixée sur un axe et équipée de deux tubes coudés sortant en des points opposés. En chauffant l'eau contenue dans la sphère métallique, la vapeur d'eau formée donne, en s’échappant, un mouvement de rotation à la sphère. En effet, de cette chaudière sortent un tube relié à une sphère pouvant tourner autour d'un axe horizontal et deux autres tubes perpendiculaires à l'axe laissant sortir la vapeur qui, par propulsion, faisait tourner la sphère.
Héron d'Alexandrie est dès lors un des premiers à démontrer qu'en fournissant de la chaleur à l'eau, le changement d'état de ce fluide permet de récupérer un travail.

## XVIIesiècle-XVIIIesiècle

### Instruments de mesure
La notion de chaleur, ou plutôt de transfert thermique, n'est reconnue que tardivement comme discipline scientifique à part entière. Cela s'explique notamment par le manque d'instruments et de méthodes afin de la mesurer. Si bien que dès la conception d'instruments de mesure, la discipline put prendre de l'ampleur. Des recherches expérimentales sont entreprises, suivies d'une théorie mathématique.
Le terme thermomètre apparaît pour la première fois dans La récréation mathématique de P. Leurichon, publiée en 1624, dans laquelle il définit le thermomètre comme « un instrument pour mesurer les degrés de chaleur ou de froidure ». Les premiers thermomètres connus sont conçus entre le XVIe siècle et le XVIIe siècle par Galilée, lui permettant d'étudier les phénomènes de dilatation thermique. Néanmoins, ces premiers thermomètres sont très imprécis. 
L'intervention du physicien allemand Gabriel Fahrenheit durant le XVIIe siècle permet de diminuer les incertitudes de mesure grâce à de meilleurs instruments. Il construit ainsi dès 1709 des thermomètres à esprit de vin destinés aux observations météorologiques qui seront d'une inhabituelle précision et fidélité pour l'époque. Il établit pour cela une graduation précise en augmentant le nombre de divisions de celle d'Ole Rømer, une des premières graduations de l'histoire.

### Statut de la chaleur

#### Conception des scientifiques duXVIIesiècle

L'agitation « peu ample et très rapide » des molécules est l'origine, selon René Descartes, de la chaleur.

De nombreux scientifiques ont apporté des réflexions et des explications différentes à la notion de chaleur. Francis Bacon est une figure importante dans l'histoire de la thermodynamique. En 1620, il défend la méthode expérimentale et mène de nombreuses observations sur la chaleur. Il suggère que la chaleur est reliée au mouvement (Novum Organum, livre II, XI).
Descartes interprète quant à lui la notion de chaleur rapportée aux « éléments de base de sa philosophie », à savoir l'étendue et le mouvement. Contrairement à la conception scolastique qui considère la chaleur comme une quantité, Descartes considère qu'un corps est plus ou moins chaud selon que les particules qui le constituent ont un mouvement plus ou moins « peu ample et très rapide ». Il effectue ainsi un lien entre ce qu'il appelle « mouvement calorifique » et quantité de mouvement. Descartes définit de la manière suivante la notion de quantité de chaleur : « la quantité de chaleur qu'un corps dégage en se modifiant, c'est la diminution de quantité de mouvement qui anime les petites parties de ce corps ». Leibniz et Newton ont également retenu cette conception, même si Leibniz préfère considérer la force vive comme la résultante de ce mouvement.

#### Théorie du calorique

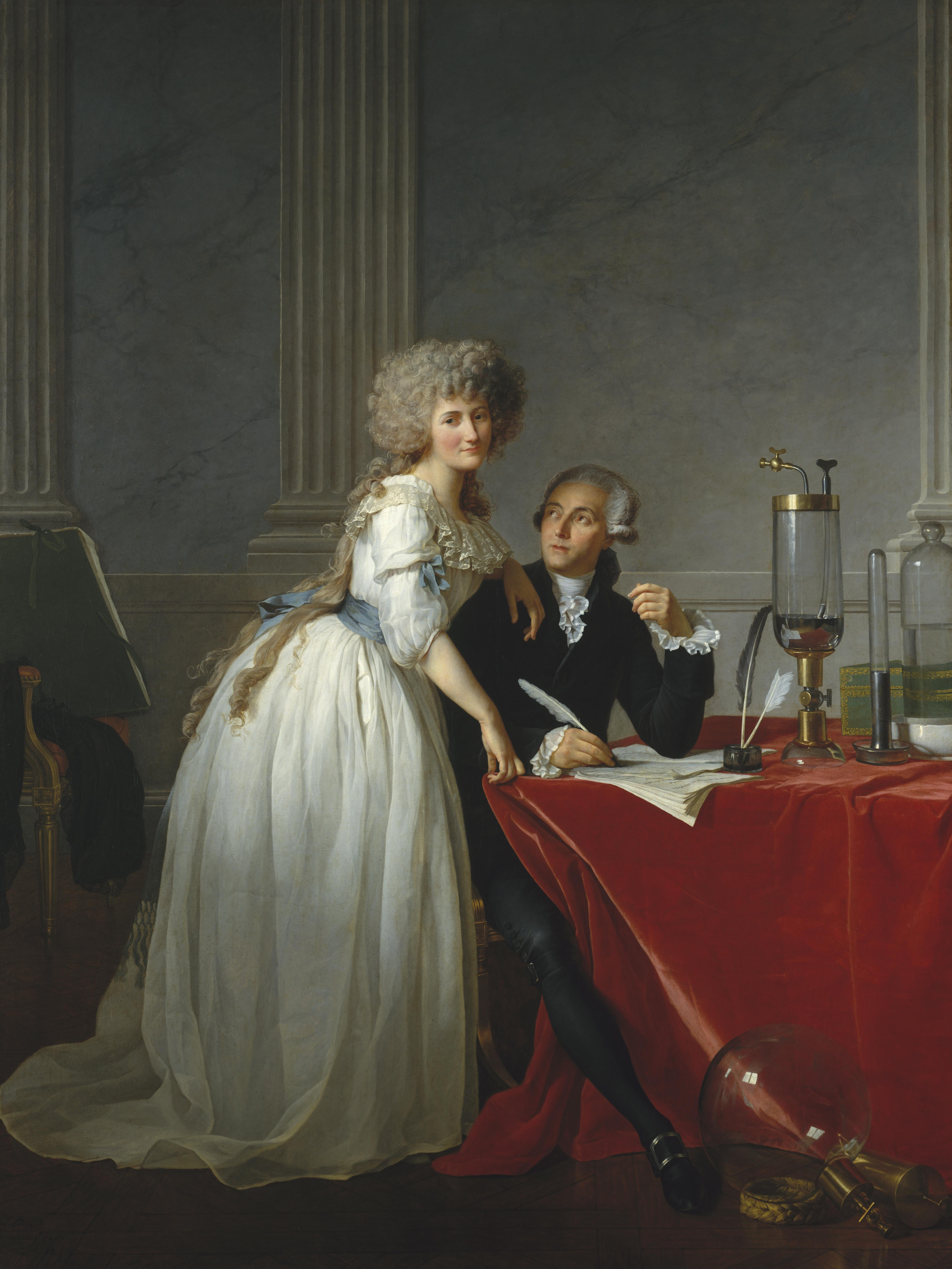
Lavoisier et son épouse en 1788
Portrait par David. Metropolitan Museum of Art de New York.

Antoine Lavoisier, chimiste français, établit une théorie du calorique dans laquelle il note que la chaleur est un fluide élastique, le calorique, s'écoulant des corps chauds vers les corps froids. Le calorique est également perçu comme un gaz sans masse capable de pénétrer les solides et les liquides. Ainsi, selon Lavoisier, un corps est plus chaud s'il s'est combiné au calorique, gaz sans masse. L'explication de ce phénomène trouve ses origines dans la réfutation de la théorie du phlogistique, développée par Georg Ernst Stahl, qui considérait que la chaleur était un fluide dénommé phlogistique et que tous les matériaux inflammables contiennent du phlogiston, une substance incolore, inodore, impondérable qui se dégagerait en brûlant. Or Lavoisier, à la suite d'expériences, découvre que la combustion d'un corps nécessite de l'oxygène et que le poids du corps final est celui de l'objet « brulé » et de l'oxygène.
Il est plus simple d'admettre qu'un solide élastique puisse se combiner avec un gaz élastique formant un corps lui-même élastique plutôt que deux corps non élastiques ensemble. Dans cette nouvelle théorie, le calorique n'est plus un constituant initial du corps, mais le produit de la combustion entre deux corps. Il ajoute par ailleurs, à la suite d'une combustion de phosphore dans l'oxygène que « l'expérience prouve d'une manière évidente qu'à un certain degré de température, l'oxygène a plus d'affinité avec le phosphore qu'avec le calorique et qu'en conséquence, le phosphore décompose l'oxygène, qu'il s'empare de sa base et qu'alors le calorique qui devient libre, s'échappe et se dissipe en se répartissant dans les corps environnants ».

#### Joseph Black révolutionne

##### Chaleur latente et chaleur spécifique
« Avant l'époque où le docteur Black commença ses travaux, on supposait généralement que les solides, une fois parvenus à leur point de fusion, étaient convertis en liquide par l'addition d'une petite quantité de calorique, et qu'alors aussi ils redevenaient solides par une très petite diminution de calorique qui leur avaient été nécessaire pour les amener à cette température. »

— H. Guerlac

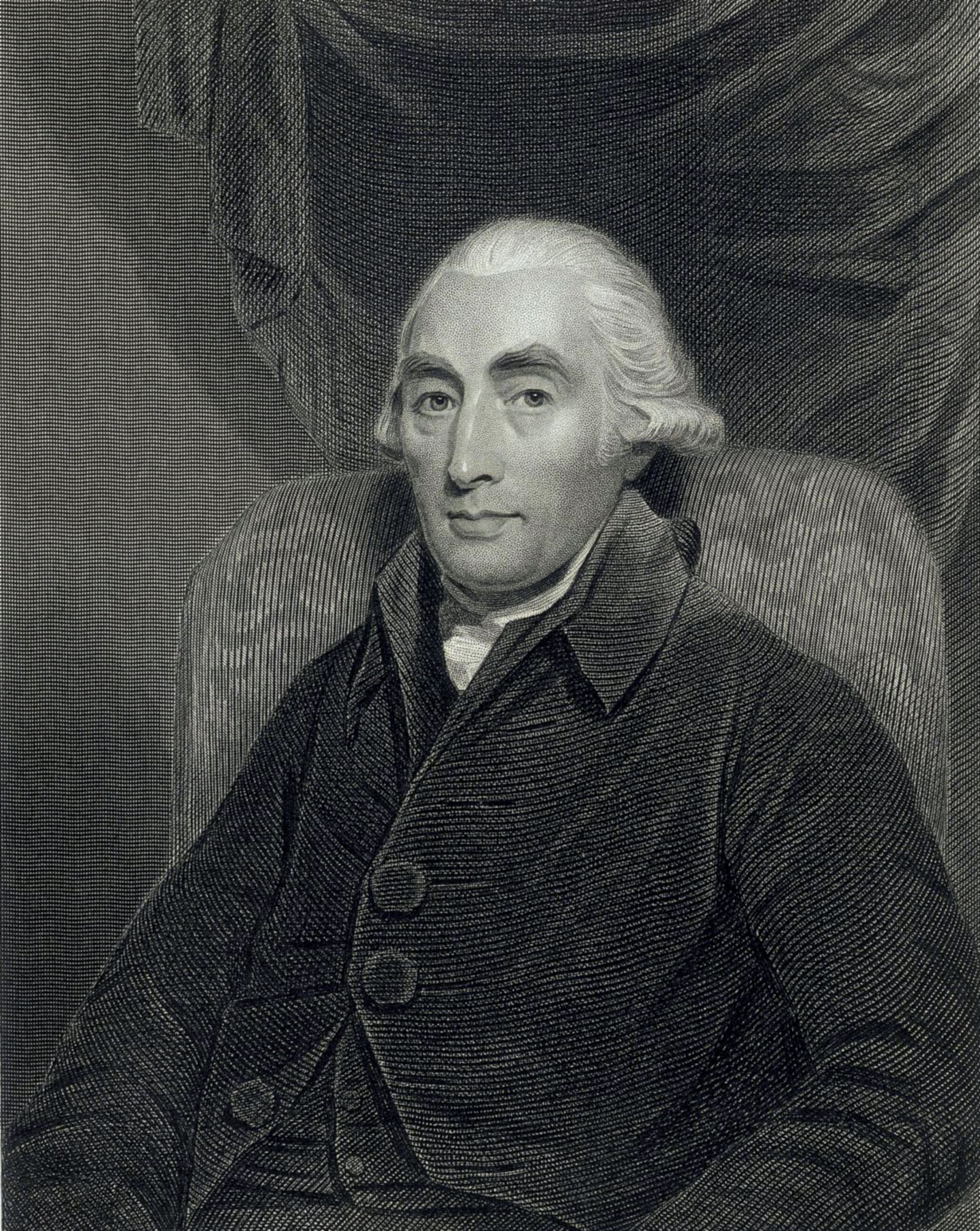
Joseph Black fait une découverte, en 1761, modifiant la conception que les scientifiques ont de la chaleur. Gravure de James Heath d'après Henry Raeburn.

La théorie développée par Descartes demeure le fondement de la chaleur durant plus d'un siècle, jusqu'à la découverte par le chimiste et physicien écossais Joseph Black de l'existence de la chaleur spécifique. En effet, l'élévation d'un degré de la température d'un corps nécessite une quantité de chaleur différente selon le corps et selon la température à laquelle l'opération s'effectue. En 1761, Black découvre le phénomène de la chaleur latente, c'est-à-dire les échanges de chaleur liés à la fusion ou à l'évaporation d'une substance. C'est d'ailleurs la raison pour laquelle l'eau continue d'absorber de la chaleur sans changement de température dès qu'elle change d'état. 
Black, en mélangeant des poids de différentes matières à différentes températures, démontre la conservation de la chaleur s'échangeant entre les corps. Il met également en évidence que l'apport d'une même quantité de chaleur à des corps différents n'engendre pas la même élévation de température. Il définit alors un coefficient spécifique à chaque substance permettant de traduire ce phénomène, dénommée plus tard « chaleur spécifique ». L'éclairage apporté par Black est une véritable révolution et « rompt tout lien entre le sens que le mot chaleur a dans la langue vulgaire et le sens qu'il prend dans le langage des physiciens ».

##### Dualité entre mouvement et matière
La relation entre chaleur et matière est désormais préférée à celle entre chaleur et mouvement. Ces découvertes s'expliquent notamment par le fait que le XVIIIe siècle est marqué par des théories substantialistes plutôt que cartésiennes. La conception de la chaleur de Descartes était d'ailleurs une pierre d'achoppement dans les théories de Newton. Même si Joseph Black ne cautionne pas la théorie matérialiste, l'enseignement qu'il prodigue à l'université d'Édimbourg et la large diffusion de ses écrits contribuent à l'affirmation de la conception matérialiste, à savoir que la chaleur est un fluide impondérable et indestructible, aux yeux de l'opinion générale.
Néanmoins, Laplace et Lavoisier entament dans l'œuvre Mémoire sur la chaleur qu'ils écrivent en 1783, une réflexion sur l'hypothèse que le mouvement et la matière sont à l'origine, conjointement, de la chaleur. Cette dernière théorie, s'inspirant de théories newtoniennes, demeure très populaire auprès des savants de l'époque. « Laplace, si prudent et si réservé en 1783, allait devenir le plus ferme champion de la théorie du calorique ».

« On sait que les corps, même les denses, sont remplis d'un grand nombre de pores ou de petits vides, dont le volume peut surpasser considérablement celui de la matière qu'ils renferment ; ces espaces vides laissent à leurs parties insensibles la liberté d'osciller dans tous les sens. C'est ce mouvement qui constitue la chaleur. »

— Antoine Lavoisier, Mémoire sur la chaleur

#### Changement d'états

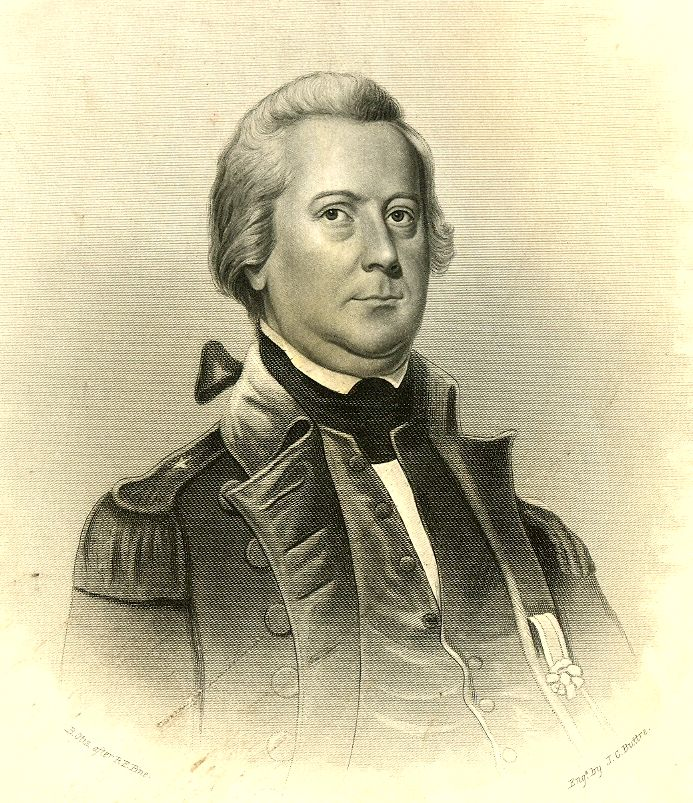
William Irvine lie la température d'un corps à sa quantité absolue de calorique.

Alors que Joseph Black finit par admettre dans les années 1790 que le changement d'état d'un corps serait dû à la « combinaison chimique » entre la chaleur — ou le calorique — et le corps en question, William Irvine, qui travailla avec lui sur la détermination des chaleurs latentes de vaporisation des corps, considère que la chaleur latente est l'effet d'une brusque modification de la capacité calorifique du fluide lors du changement d'état, et qu'il n'y a pas de ce fait de combinaison entre le corps et le calorique.
Irvine conclut, en prenant en compte le fait que la chaleur spécifique est indépendante de la température, que la quantité absolue de calorique dans un corps est proportionnelle à la chaleur spécifique du corps. Cette conception lie la température d'un corps à sa quantité absolue de calorique si bien qu'il est aisé de déterminer, en connaissant le calorique de chacun des corps, le calorique du composé final.
La théorie développée par Lavoisier et Laplace interprète les changements d'états comme l'action du calorique sur les liaisons entre les molécules. Lorsque le corps est à l'état solide, les forces attractives entre les molécules expliquent leur union. L'apport de chaleur, i.e. de calorique, tend à séparer les molécules en raison de son caractère répulsif. Lors d'un changement d'état, Lavoisier constate que le corps prend du volume et donc il suppose qu'il peut contenir davantage de calorique. Ainsi, il décrit le phénomène de chaleur latente comme l'augmentation proportionnelle entre quantité de calorique et de volume, si bien que la tension du calorique n'augmente pas et que donc la température demeure constante.

#### La chaleur, forme d'énergie

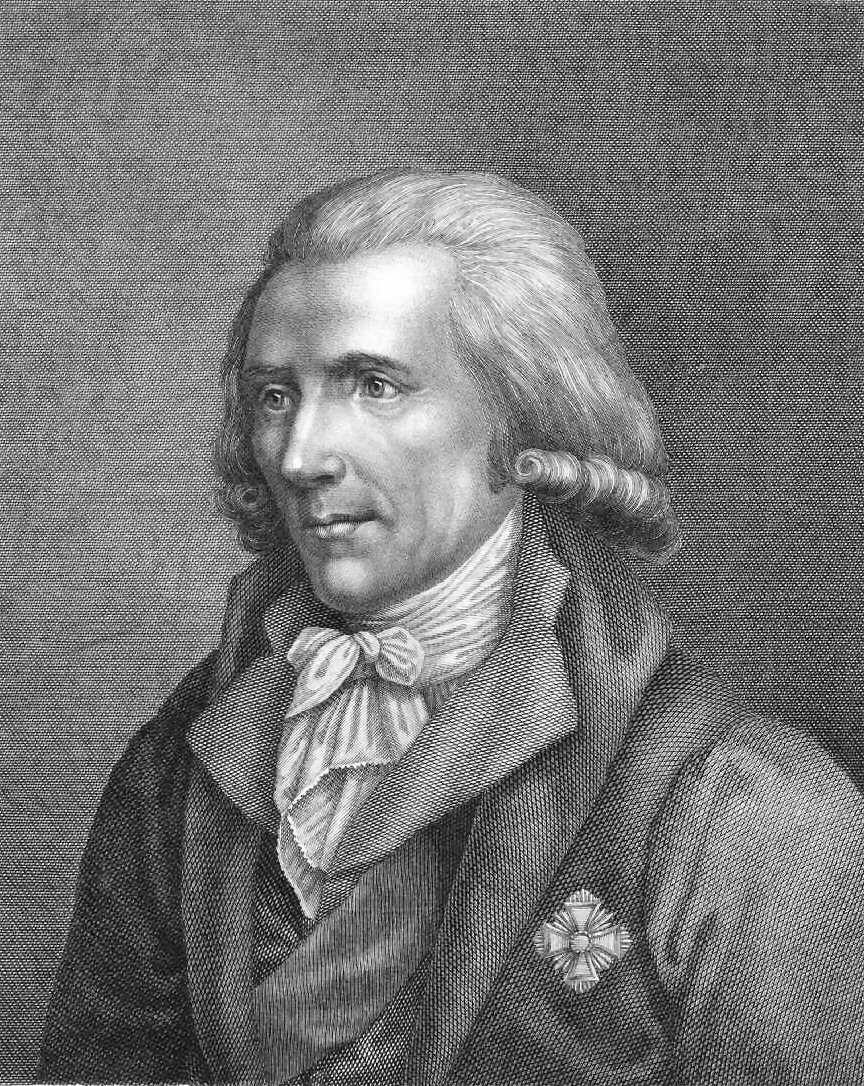
Comte Benjamin Thomson Rumford dont les observations pressentent le caractère « énergétique » de la chaleur.

La plus grande critique survenue à l'égard de la « théorie du calorique » est l'initiative de l'Américain Benjamin Thompson. À la suite de nombreuses expériences qu'il réalise, Thompson en déduit en 1787 que le calorique, s'il existe, est sans masse. Il est par ailleurs convaincu que la chaleur est due au mouvement. Il pressent en 1798 le premier principe de l'énergie, en observant la production de chaleur lors du forage des canons. En effet, il constate qu'en plaçant un foret dans un fût de canon en cuivre, lui-même placé dans une caisse remplie d'eau froide, la mise en marche du foret fait bouillir au bout d'un certain temps, l'eau. Pour éviter que ses détracteurs ne considèrent que la chaleur soit due au cuivre, il montre que l'apport de chaleur est continuel tant que l'on fournit du travail. L'hypothèse de « chaleur substance » est ainsi mise à mal.
Ce regain d'intérêt pour le mouvement mis en lumière par de nouvelles expérimentations ne s'éloigne que de peu de la théorie dynamique de Leibniz sur la force vive qu'il développe en 1678. Il énonça en effet un principe de conservation « répondant à la mesure de la force mouvante selon le produit de la masse par le carré de la vitesse ». Cette « force » peut être considérée comme une sorte d'énergie cinétique ou d'énergie reliée au mouvement des objets.

## LeXIXesiècle

### LesRéflexionsde Sadi Carnot

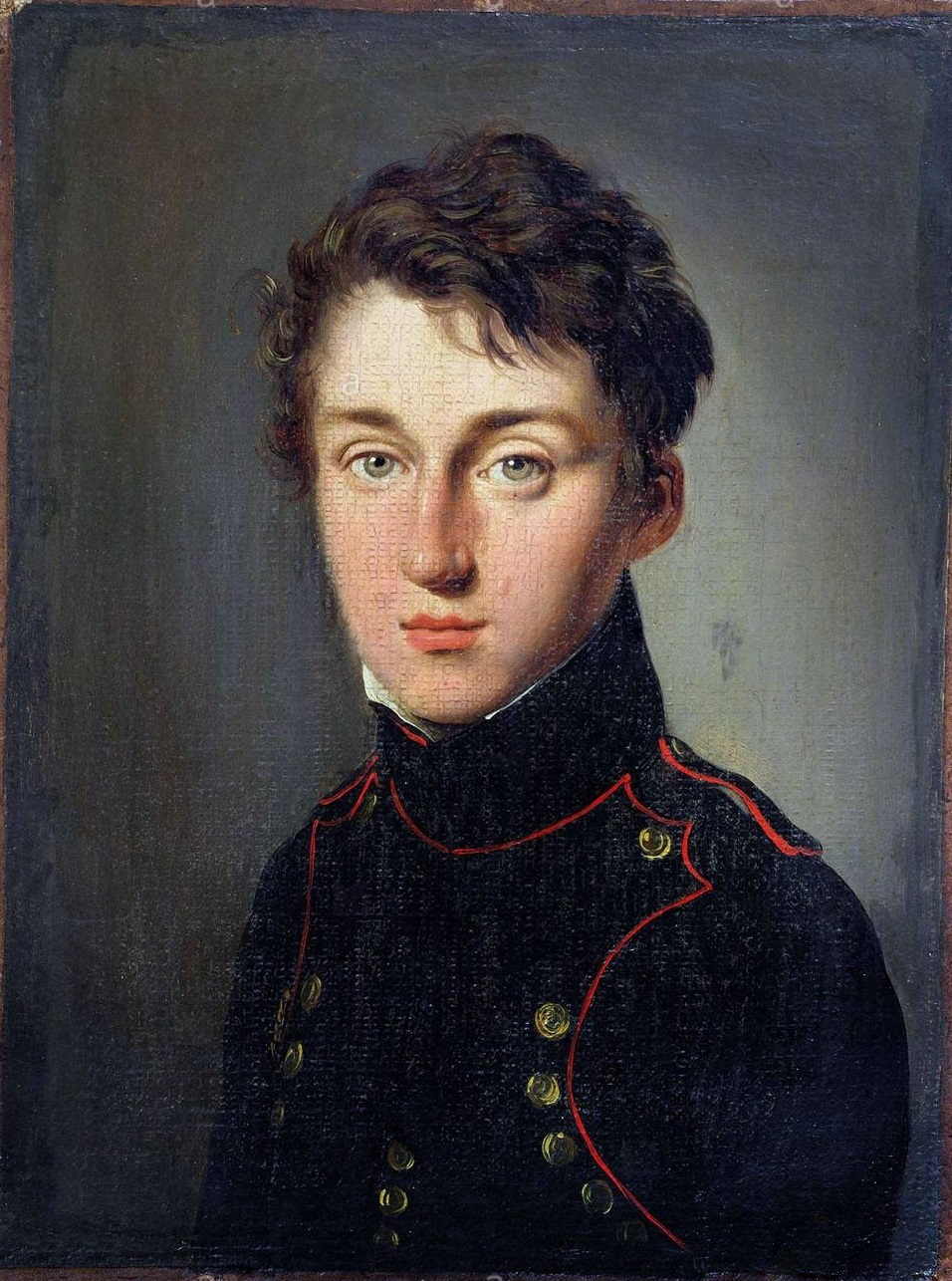
Sadi Carnot, pionnier de la thermodynamique.

La thermodynamique classique telle qu'elle est formulée actuellement trouve ses racines dans les Réflexions sur la puissance motrice du feu, rédigées par le physicien français Sadi Carnot en 1824. Découvertes nouvelles qui « n'ont été suggérées par aucun de ses devanciers », Carnot met en lumières les machines thermiques, décrite par un cycle, le « cycle de Carnot ». Il analyse scientifiquement l'efficacité des moteurs à vapeur et énonce ainsi une loi fondamentale de la thermodynamique : « La production de travail par une machine à feu est intimement liée au transport d'une certaine quantité de calorique du foyer au réfrigérant ; [...] la chaleur n'engendre de puissance motrice qu'à la condition de passer d'un corps chaud à un corps froid ».
Il met par ailleurs en évidence une relation importante régissant le rendement d'une machine thermique idéale décrite par un cycle. Il explique ainsi que ce rendement, c'est-à-dire l'efficacité thermodynamique, ne dépend ni de la nature de la machine ni des fluides utilisés pour la faire fonctionner, mais uniquement des températures du corps chaud et du corps froid,. Dans ses observations sur les machines à vapeur, Carnot constate que la production d'une puissance motrice s'accompagne nécessairement d'une chute de calorique entre deux corps à différentes températures. Comme la majorité de la communauté scientifique de l'époque, il considère la chaleur comme un calorique indestructible si bien qu'il ne considère pas cette diminution comme la traduction d'une « utilisation » de chaleur.

« La puissance motrice est due, dans une machine à vapeur, non à une consommation réelle de calorique, mais à son transport d'un corps chaud à un corps froid. [...] D'après ce principe, il ne suffit pas, pour donner naissance à la puissance motrice, de produire de la chaleur ; il faut encore se procurer du froid. »

— Sadi Carnot
C'est à partir de ces réflexions que le deuxième principe de la thermodynamique, historiquement découvert avant le premier, établit l'irréversibilité des phénomènes physiques, en particulier lors des échanges thermiques. L'origine de cette deuxième loi de la thermodynamique remonte à 1824, ainsi découvert par Carnot. L'énoncé est dans un premier temps « banal », avant de subir de nombreuses modifications lui accordant ainsi une plus grande importance.

### Second principe de la thermodynamique

#### L'énoncé de Kelvin
William Thomson, mieux connu sous le nom de Lord Kelvin, physicien britannique du XIXe siècle, est célèbre pour ses travaux sur la thermodynamique. Il est d'ailleurs à l'origine d'un énoncé historique du second principe, dit de Thomson : 

« Soit un cycle monotherme. Il ne peut être moteur. »

Selon cet énoncé, il est donc impossible d'obtenir un travail d'un cycle sans extraire de la chaleur d'une source et d'en transférer une partie vers une source plus froide. Transformer directement l'énergie thermique en travail est donc impossible. L'exemple d'un navire équipé du moteur à glace est généralement utilisé pour comprendre ce principe. Le navire pompe l'eau qui l'entoure, en extrait de la chaleur transformée en travail et la rejette donc sous forme de glace. Ne contredisant pas le premier principe de la thermodynamique, ce moteur ne peut exister car il n'est en contact qu'avec une seule source de chaleur.
Par la suite, Émile Clapeyron présentera en 1834, une formulation de la seconde loi de la thermodynamique, ne modifiant pas le fond du principe.

#### Formulation de Clausius

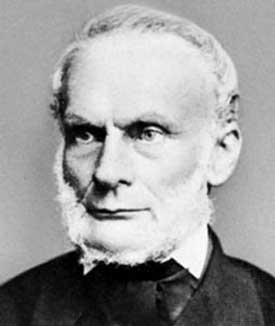
Rudolf Clausius, célèbre thermodynamicien.

Rudolf Clausius, physicien allemand, énonce également en 1850 une version quelque peu différente de l'énoncé de Kelvin. La formulation de Clausius « rend compte de la direction naturelle suivant laquelle l'énergie se redistribue irréversiblement ». En effet, les corps chauds placés dans un milieu plus froid cèdent spontanément de la chaleur alors que le processus inverse nécessite que l'on fournisse de l'énergie.

« Aucun processus n'est possible, si son résultat unique est le transfert d'une quantité d'énergie thermique d'un corps à basse température vers un corps dont la température est plus élevée. »

Clausius est le premier à remettre en cause la thermodynamique conçue par Carnot. Il est admis à cette époque qu'un corps dissipe autant de chaleur qu'il en absorbe durant un cycle, traduisant ainsi la conservation de la chaleur. Clausius considère que le transport de chaleur d'un corps à un autre s'accompagne nécessairement d'une consommation de chaleur. Sans infirmer les travaux de Carnot, il établit des relations sur les phénomènes calorifiques que les théories futures devront nécessairement conserver. Par la suite, Ludwig Boltzmann et Max Planck étayeront également la loi.

### Premier principe de la thermodynamique

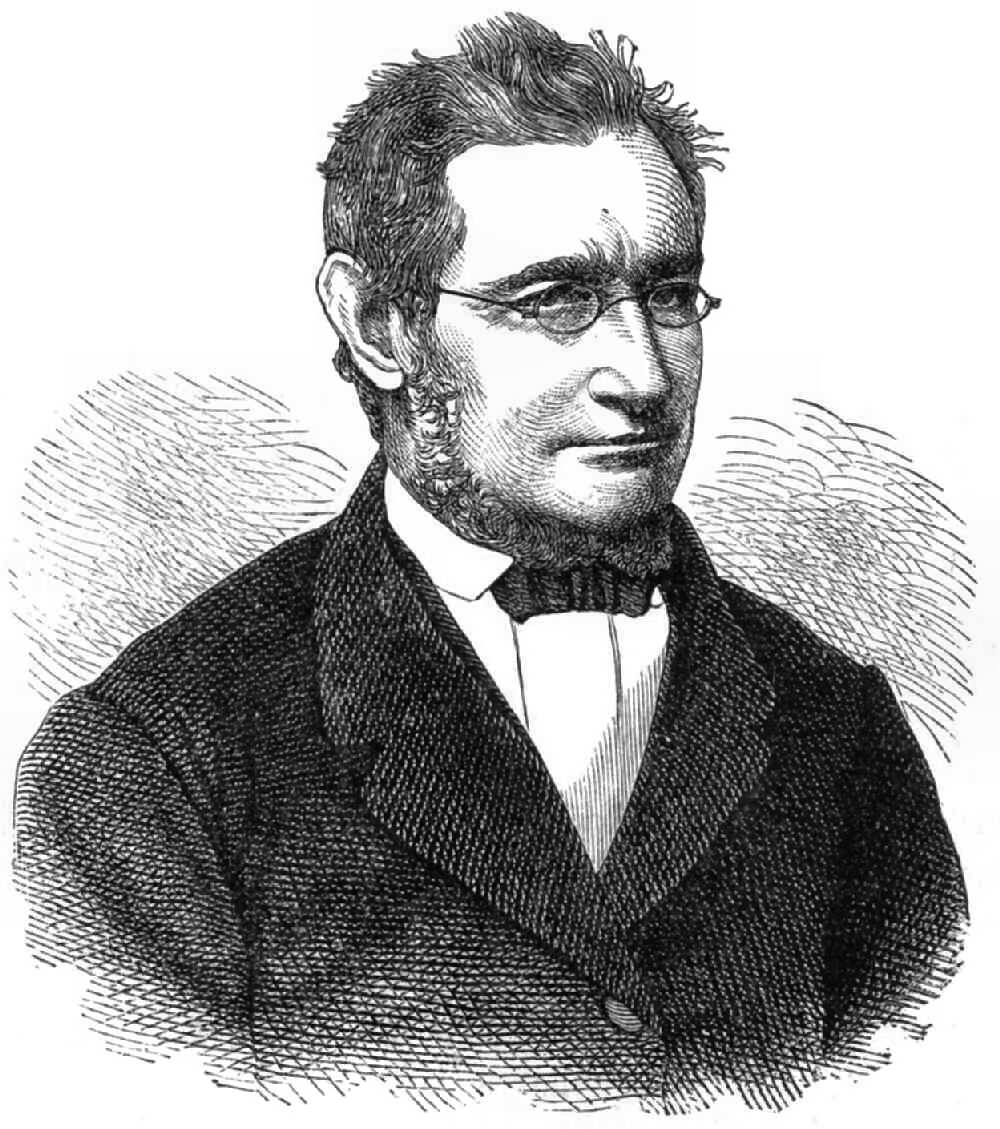
Mayer énonce le premier principe en 1845.

Le premier principe de la thermodynamique stipule que lors de toute transformation, il y a conservation de l'énergie. Dans le cas des systèmes thermodynamiques fermés, il s'énonce de la manière suivante : 

« Au cours d'une transformation quelconque d'un système fermé, la  variation de son énergie est égale à la quantité d'énergie échangée avec le milieu extérieur, sous forme de chaleur et sous forme de travail. »

Cette formulation n'est pas sans rappeler celle de Lavoisier : « Rien ne se perd, rien ne se crée, tout se transforme ». La première occurrence de ce principe apparaît dans les travaux de Julius Robert von Mayer, bien que ces derniers aient suscité peu d'intérêt à l'époque. C'est seulement en 1845 qu'il énonce officiellement cette loi.

### Équivalent mécanique de la chaleur
« S'il est démontré que, dans beaucoup de cas, la dispersion de mouvement n'a pas d'autre suite appréciable qu'une production de chaleur, nous devons préférer l'hypothèse d'une relation de causalité à l'hypothèse qui ferait de la chaleur un effet sans cause et du mouvement, une cause sans effet. »

— Julius Robert von Mayer

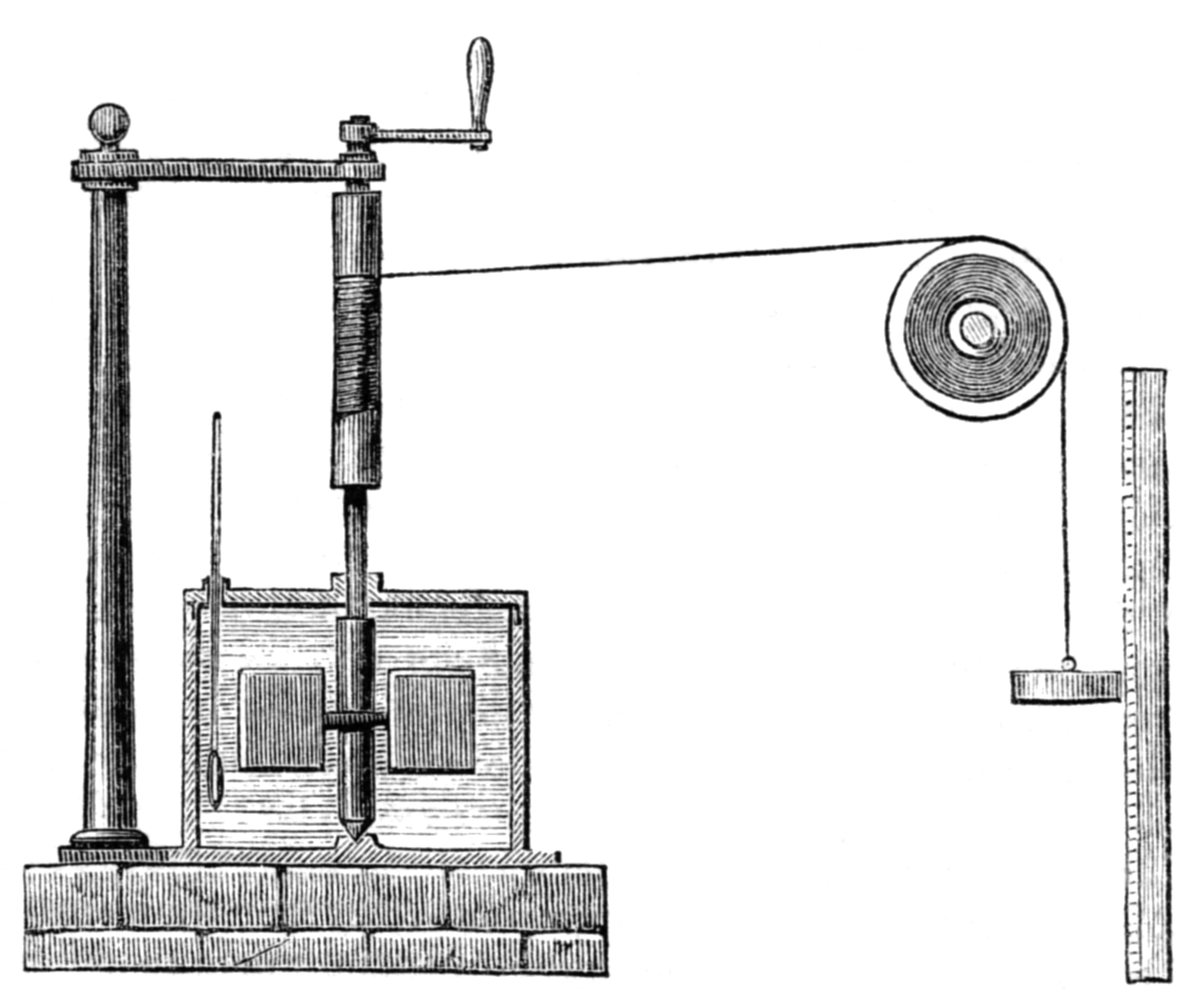
L'appareil de Joule permet mesurer l'équivalent mécanique de la chaleur.

Mayer s'intéresse dans les années 1840, à des propriétés thermodynamiques oubliées, notamment sur l'expansion des gaz. Convaincu par le fait que les « forces sont causes », i.e. qu'il n'y a pas d'effet sans cause et pas de cause sans effet, il désire établir une relation numérique entre travail et chaleur, afin de donner une valeur approximative de ce qu'il nomme l'« équivalent entre travail et chaleur ». Néanmoins, les travaux de Mayer n'intéressent pas les physiciens et il faudra attendre 1843, pour que James Prescott Joule établisse cette équivalence.
En effet, Joule est connu pour être un « expérimentateur de génie », ayant conçu de nombreux appareils afin de produire de la chaleur. Le plus célèbre est celui qui permet d'établir la relation entre travail et chaleur par un dispositif muni d'une roue à palette, mis en rotation par la chute de masse. Les palettes sont placées dans un calorimètre rempli d'eau. En comparant le travail effectué par la chute des deux masses avec l'énergie thermique fournie à l'eau, Joule établit que : « 4,186 J = 1 cal ». C'est-à-dire qu'il faut apporter 4,18 J pour élever de 1 °C, un gramme d'eau. Dans un premier temps, les publications de Joule sont accueillies par un silence poli, et ce n'est qu'en 1845 que Joule démontre officiellement l'équivalence. À une réunion de la British Association à Cambridge, Joule présente les travaux qu'il publia peu de temps avant dans On the mechanical equivalent of heat.

### Les découvertes de Kelvin

#### Détente de Joule Thomson

Détente de Joule-Thomson.

En 1852, James Joule et Lord Kelvin démontrent qu'un gaz en extension se refroidit rapidement. Communément appelée « Détente de Joule-Thomson », ce phénomène met en évidence les différences de comportement entre les gaz réels et les gaz parfaits. Pour cela, les deux physiciens enferment un gaz entre deux pistons séparés par une paroi poreuse et dont les pressions de part et d'autre restent constantes. Ils démontrent que la transformation est isenthalpique.

#### Point absolu

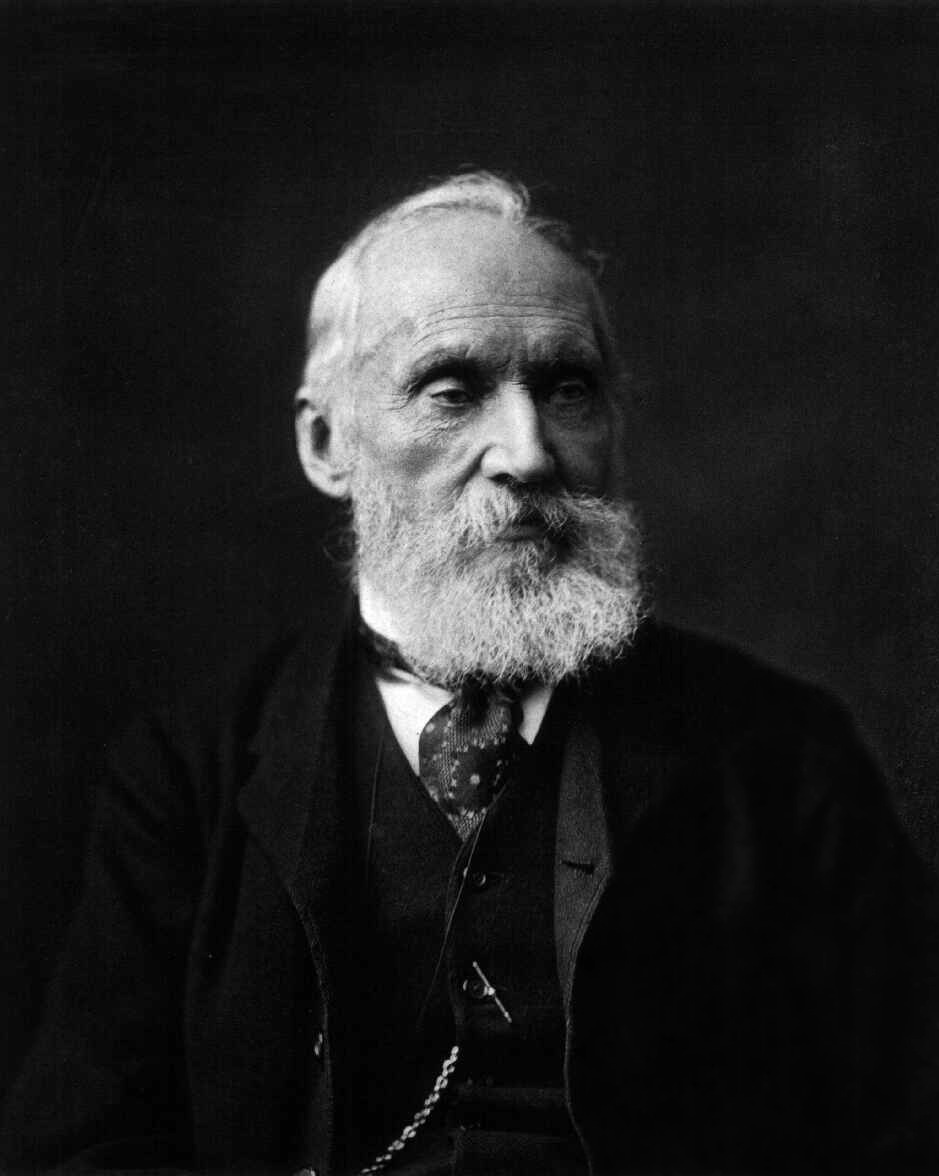
Portrait de William Thomson.

L'échelle de température établie par Anders Celsius - le zéro et le 100 °C correspondant aux changements d'état de l'eau sur Terre - tout comme celle établie par Fahrenheit ne correspondent à aucun phénomène physique fondamental ayant, non seulement lieu sur Terre, mais également dans l'Univers. Les scientifiques de l'époque se sont donc posé la question s'il existait un zéro absolu de température dans l'Univers, la plus basse température possible.
L'état du zéro absolu est proposé pour la première fois par Guillaume Amontons en 1702. Amontons travaillait sur la relation entre température et pression dans les gaz, même s'il n'avait pas à sa disposition de thermomètre précis. Bien que ses résultats soient quantitatifs, il établit que la pression d'une quantité donnée de gaz confiné dans un volume donné augmente d'à peu près un tiers lorsqu'il passe d'une température « froide » à celle de l'ébullition de l'eau. Son travail l'amène à supposer qu'une réduction suffisante de température entraînerait une absence de pression.
En 1848, William Thomson propose une échelle de température absolue, qui ne dépend pas du choix arbitraire d'un matériau thermométrique, dans laquelle une réduction d'un « degré d'une quantité de chaleur unité » correspond à la production d'une même quantité de force motrice dans tous les intervalles de l'échelle. Il réalise ainsi une correction de l'échelle du thermomètre à air dont Clapeyron démontra auparavant que la diminution d'un degré produit une force motrice plus faible dans la partie des températures élevées. Ce concept, en se libérant des contraintes de la loi des gaz, établit un zéro absolu comme étant la température à laquelle plus aucune chaleur ne peut être tirée d'un corps.

### Théorie cinétique des gaz
La théorie cinétique des gaz, par une modélisation simple des propriétés des gaz parfaits, cherche à expliquer le comportement macroscopique d'un gaz à partir des caractéristiques des mouvements des corpuscules qui le composent. Elle est notamment étudiée par Johann Joachim Becher, qui introduit cette théorie dans ses publications Hydrodynamique, en 1738, avant d'être reprise par de nombreux physiciens. James Clerk Maxwell et Ludwig Boltzmann en ont formalisé l'expression mathématique.

#### Découverte de Brown

Mouvement brownien d'une particule.

En 1827, le botaniste Robert Brown théorise le mouvement d'une particule dans un fluide, qu'il nomme « mouvement brownien ». Il s'agit d'une description mathématique d'un mouvement aléatoire de cette particule, soumise à aucune interaction extérieure. C'est en observant le mouvement continu et erratique d'une particule de pollen de Clarkia pulchella qu'il découvre ce phénomène. Pensant dans un premier temps qu'il s'agissait de « la molécule primitive » responsable de la vie, il constate par la suite que des particules suffisamment petites d'autres plantes sont soumises au même phénomène.
Ce mouvement permet de décrire avec succès le comportement thermodynamique des gaz. En effet, à la suite de nombreux travaux, différents physiciens suggèrent que ce phénomène est dû aux chocs des molécules d'eau sur les particules de pollen. Les travaux de Louis Georges Gouy permettent de montrer que l'amplitude du mouvement est d'autant plus grande que la particule est petite. Par ailleurs, la théorie du mouvement brownien permet d'expliquer le phénomène de diffusion. Si un certain nombre de particules sont placées dans un fluide, leur concentration tend à s'uniformiser.

#### Équation de Boltzmann

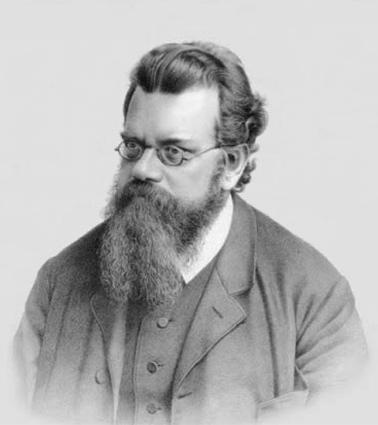
Ludwig Boltzmann, auteur d'équations mathématiques en thermodynamique statistique.

Ludwig Boltzmann formalise mathématiquement en 1872 l'évolution d'un gaz peu dense hors équilibre. L'« équation de Boltzmann » est l'équation intégro-différentielle de la théorie cinétique permettant d'évaluer la répartition des énergies cinétiques, à une température donnée, des molécules d'un gaz.
Boltzmann considère que le système étudié est composé d'un grand nombre de « petits » systèmes isolés de même nature se distinguant les uns des autres par leur phase — à savoir leur configuration et leur vitesse. Ne pouvant suivre l'évolution de l'un de ces systèmes, il « détermine la distribution de l'ensemble des systèmes parmi toutes les phases qu'ils peuvent prendre à un instant quelconque ». Ces considérations statistiques sont les prémices de l'établissement de la physique statistique.

#### Travaux de Van der Waals
Van der Waals, physicien néerlandais, est notamment célèbre pour ses travaux sur les gaz. Il soutient à l'université de Leyde sa thèse de doctorat Sur la continuité des états gazeux et liquide. Le 4 juin 1873, il établit une équation d'état approchée des gaz réels. Pour cela, il modifie l'équation d'état des gaz parfaits (PV=nRT) en apportant des termes correctifs à la pression et au volume. Néanmoins, cette approximation n'est valable que pour des faibles pressions. La relation de Van der Waals est remarquable dans le sens où il abandonne le modèle statique pour celui de la répartition uniforme datant de Laplace et Newton.

### Entropie

#### Première définition
Le concept d'entropie est formulé en 1865 par Clausius dans le but de pouvoir distinguer la conservation et l'irréversibilité. En effet, lors de la détente spontanée d'un gaz, ce dernier ne peut plus fournir de travail alors que son énergie est inchangée. Bien que l'opérateur, pour comprimer le gaz à nouveau, doive fournir un travail équivalent à celui « perdu », l'état final du système sera différent de l'état initial. L'entropie est donc une grandeur du système, une fonction d'état, « gouvernant le sens de l'évolution naturelle de tous les systèmes ».

#### Ordre et désordre
À la suite de l'extension de la discipline à la physique statistique, la notion d'entropie est reformulée en termes d'ordre (travail) et de désordre (chaleur), par Boltzmann en 1878. Désormais, l'entropie mesure le degré de désordre d'un système au niveau microscopique. Plus l'entropie du système est élevée, moins ses éléments sont ordonnés, liés entre eux, capables de produire des effets mécaniques, et plus grande est la part de l'énergie inutilisable pour l'obtention d'un travail. Le fait qu'il est difficile de transformer de la chaleur en travail résulte justement du désordre de la chaleur, en raison de l'« agitation thermique en tout sens des molécules ». Le sens de l'évolution de toute transformation est celui du plus grand désordre, c'est-à-dire de la plus grande entropie.